# منتخب الصين تحت 17 سنة لكرة السلة
منتخب الصين تحت 17 سنة لكرة السلة  هو ممثل الصين الرسمي في المنافسات الدولية في كرة السلة  تحت 17 سنة.